# Dunlavin
Dunlavin es un pueblo del condado de Wicklow,  Irlanda, situada a unos cincuenta kilómetros al sur oeste de Dublín. Hace de cruce para la carretera regional. Fue fundado a finales del siglo XVII y se convirtió en una ciudad importante en la zona, durante un tiempo.
El pueblo es agradable y tranquilo, la principal atracción para los visitantes es su proximidad a la conocida Rathsallagh House Golf & Country Club y el Parque Nacional de Wicklow, también está cerca el Hipódromo de Curragh County Kildare, en el que se realizan carreras de caballos. La calle inusualmente amplia de Dunlavin es algo característico del pueblo. El Palacio de Justicia en el centro del pueblo, construida en estilo dórico de la arquitectura griega, es uno de los tres edificios de este tipo en Irlanda. El Festival de las Artes de Dunlavin se lleva a cabo en el verano.
Ha habido propuestas para desarrollar una cantera de arena y grava en RathsallaghDemesne. Estos fueron rechazados en 2007, en la apelación a la An Bord Pleanála, la autoridad irlandesa de planificación central.

## Historia
El asentamiento de Dunlavin fue fundado a finales de la década de 1650 por la familia Bulkeley de Cheshire (de vez en cuando y erróneamente denominada "Buckley"). En1702, Heather Bulkeley se casó con James Worth Tynte y empezó la larga relación de la familia Tynte con Dunlavin.

Dunlavin es recordado en la historia de Irlanda por la masacre de Dunlavin Green en 1798. La Iglesia católica (dedicada a San Nicolás de Myra) fue construida en un terreno adyacente donado por la familia local Tynte. La iglesia data de 1815, aunque el culto católico se observó en el sitio antes de esto.

## Educación
Hay escuelas locales: Escuela Nacional de Jonathan Swift (primaria, con un espíritu de la Iglesia de Irlanda), San Nicolás de Myra de la Escuela Nacional (primaria, con un carácter católico) y la Comunidad de St. Kevin's College (secundaria y formación profesional).

## Transportes
- La estación de tren de Dunlavin abrió el 22 de junio de 1885, cerrado para el tráfico de pasajeros el 27 de enero de 1947, cerrado para el tráfico de mercancías el 10 de marzo de 1947 y finalmente se cerró por completo el 1 de abril de 1959.[3]

Club de Motor.
Classic and Vintage Motor están a cargo de la recientemente creada West Wicklow Classic & Vintage Vehicles Club ( www.westwicklowclassics.com ), que cuenta con un número de miembros de la zona.

## Gente famosa
Nacidos en Dunlavin:
- Raymond Daniels, futbolista gaélico del Wicklow Club (1979–2008).